# 9.º arrondissement de Paris

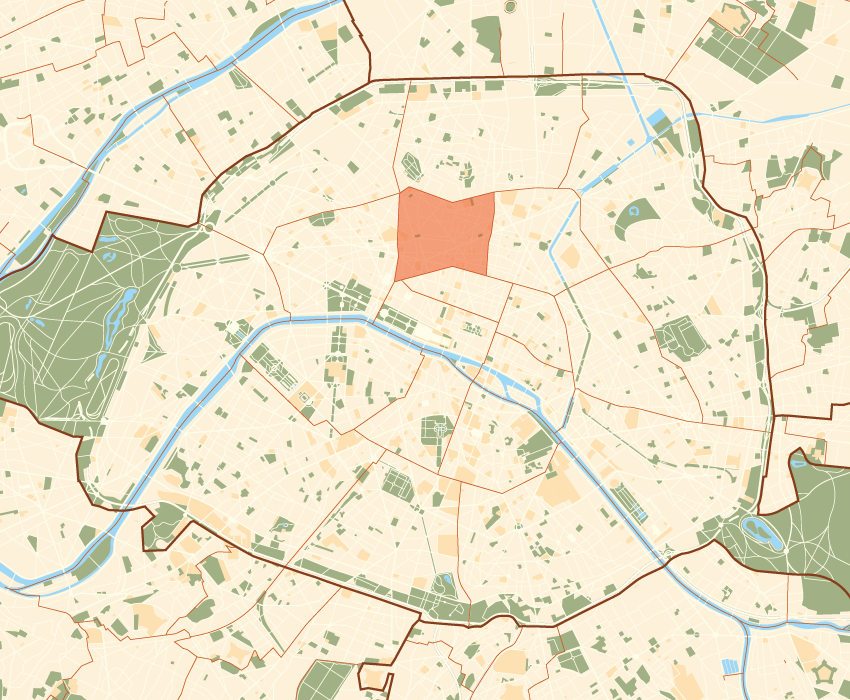
Mapa do 9.º arrondissement, assinalado a vermelho.

O 9.º arrondissement de Paris é um dos 20 arrondissements de Paris. Situado à direita do rio Sena. Tem uma população de 60.046 habitantes.
O arrondissement é particularmente bem servido por transportes públicos, já que inclui 19 estações de metrô localizadas no interior ou no limite do seu território.
A oferta cultural é bastante desenvolvida com a Ópera Garnier, a Place de l'Opéra, os teatros e os cinemas das grandes boulevards. O Hôtel Drouot também atrai muitos visitantes.

## Bairros
1. Quartier Saint-Georges
2. Quartier de la Chaussée-d'Antin
3. Quartier du Faubourg-Montmartre
4. Quartier de Rochechouart

## Demografia
Em 2006, a população era de 58 497 habitantes numa área de 218 hectares, com uma densidade de 26 833 hab./km².
| Ano (censo nacional)     | População | Densidade (hab./km²) |
| ------------------------ | --------- | -------------------- |
| 1872                     | 103 767   | 47 600               |
| 1901 (pico populacional) | 124 011   | 56 912               |
| 1954                     | 102 287   | 46 921               |
| 1962                     | 94 094    | 43 182               |
| 1968                     | 84 969    | 38 994               |
| 1975                     | 70 270    | 32 249               |
| 1982                     | 64 134    | 29 433               |
| 1990                     | 58 019    | 26 626               |
| 1999                     | 55 838    | 25 626               |
| 2006                     | 58 497    | 26 833               |